# Martin Clausager
Martin Clausager (født 25. august 1900 på Vemmelev Møllegård, Sorø Amt, død 31. august 1983) var en dansk overlæge i psykiatri. 
Hans forældre var Karen Vendelbo Jensen Clausager (1863-1948), datter af Anders Jensen Clausager, og møller og gårdejer Lars Andersen Madsen (død 1900). Han var ved landvæsenet 1914-17, blev student fra Døckers Kursus 1921, var beskæftiget med kontorvirksomhed 1921-26, var lægesekretær og laborant på Frederiksberg Hospital 1932-34, demonstrator anatomiae på Normal-anatomisk Institut i Bredgade 1932-34 og blev cand. med. 1936.
Derefter bestred Clausager uddannelsesstillinger på hospitaler i København og provinsen, blev 1. reservelæge på Østifternes åndssvageanstalt Andersvænge, Slagelse 1942-43, 2. reservelæge på medicinsk afd., Frederiksberg Hospital 1944-46, afdelingslæge på Den Kellerske Åndssvageinstitution, Brejning 1946, overlæge 1958-70. Formand i det stedlige samarbejdsudvalg 1959-70 og i foreningen Aandssvagesagens Venner 1959-73. Han skrev tidsskriftsafhandlinger om psykiatriske og medicinske emner.
Han blev gift 16. maj 1935 med læge Lili Nielsen (13. marts 1908 i Fredericia -), datter af inspektør ved døvstummeskolen Frederik Nielsen (død 1949) og hustru Frederikke f. Tortzen (død 1933).